# Fabriciana esperi
Fabriciana esperi är en fjärilsart som beskrevs av Ruggero Verity 1913. Fabriciana esperi ingår i släktet Fabriciana och familjen praktfjärilar. Inga underarter finns listade i Catalogue of Life.